# Оклавохо
Оклавохо (Оклаваха; англ. Ocklawaha River) — река на юго-востоке Соединённых Штатов Америки, левый приток Сент-Джонса, протекает по территории округов Лейк, Марион и Патнам на севере центральной части штата Флорида.
Название реки имеет индейское происхождение и переводится как «грязная вода».
Длина реки составляет 85,2 мили (140 км). Площадь водосборного бассейна — 2769 квадратных миль (7170 км2).
Оклавохо вытекает из озера Гриффин с северной стороны на высоте 17 м над уровнем моря. До слияния в нижнем течении с левым притоком Ориндж-Крик (Биг-Ориндж) течёт преимущественно на север, потом — на восток. В низовье на реке устроено одноимённое водохранилище. Впадает в Сент-Джонс в 2,4 км юго-западнее населённого пункта Велака.